# Marie Wiegmann
Marie Elisabeth Wiegmann, född Hancke den 7 november 1820 i Silberberg, död den 4 december 1893 i Düsseldorf, var en tysk målare. Hon var gift med Rudolph Wiegmann. 
Marie Hancke kom 1841 till Düsseldorf, där hon blev lärjunge till Hermann Stilke, men främst studerade porträttmåleri under Karl Ferdinand Sohn. För att ytterligare utbilda sig besökte hon Tysklands konstcentra, Nederländernas gallerier samt England och Venedig. Hennes bilder tillhör den ideala, från skaldeverk lånade genren, varjämte hon målat porträtt, mest av barn, men även av framstående personligheter, bland vilka kan nämnas målaren Karl Ferdinand Sohn, historikern Heinrich von Sybel och konsthistorikern Karl Schnaase (i Berlins nationalgalleri). Hon var medlem i Verein der Berliner Künstlerinnen.